# Squalidus gracilis
Squalidus gracilis és una espècie de peix cipriniforme de la família dels ciprínids.